# Ginástica artística nos Jogos Pan-Americanos de 2015 - Barras paralelas
A competição das barras paralelas masculino foi um dos eventos da ginástica artística nos Jogos Pan-Americanos de 2015. Foi disputada no Toronto Coliseum no dia 15 de julho. 

## Calendário
Horário local (UTC-4).
| Data        | Horário | Fase  |
| ----------- | ------- | ----- |
| 15 de julho | 14:40   | Final |

## Medalhistas
| Ouro   | COL Jossimar Calvo   |
| Prata  | CUB Manrique Larduet |
| Bronze | USA Samuel Mikulak   |

## Resultados

### Qualificação
| Pos. | Ginasta                      | Barras paralelas | Notas |
| ---- | ---------------------------- | ---------------- | ----- |
| 1    | COL Jossimar Calvo Moreno    | 15.700           | Q     |
| 2    | CUB Manrique Larduet         | 15.600           | Q     |
| 3    | USA Samuel Mikulak           | 15.550           | Q     |
| 4    | BRA Caio Souza               | 15.450           | Q     |
| 5    | COL Jorge Giraldo Lopez      | 15.300           | Q     |
| 6    | MEX Daniel Corral            | 15.000           | Q     |
| 7    | USA Donnell Whittenburg      | 14.900           | Q     |
| 8    | BRA Francisco Barreto Júnior | 14.750           | Q     |
| 9    | CAN Kevin Lytwyn             | 14.650           | R     |
| 10   | ARG Osvaldo Martinez         | 14.550           | R     |
| 11   | CUB Randy Leru               | 14.500           | R     |

### Final
| Pos.              | Ginasta                      | Barras paralelas | Notas |
| ----------------- | ---------------------------- | ---------------- | ----- |
| Medalha de ouro   | COL Jossimar Calvo Moreno    | 15.700           |       |
| Medalha de prata  | CUB Manrique Larduet         | 15.650           |       |
| Medalha de bronze | USA Samuel Mikulak           | 15.450           |       |
| 4                 | COL Jorge Giraldo Lopez      | 15.375           |       |
| 5                 | USA Donnell Whittenburg      | 15.350           |       |
| 6                 | MEX Daniel Corral            | 15.175           |       |
| 7                 | BRA Caio Souza               | 13.725           |       |
| 8                 | BRA Francisco Barreto Júnior | 12.600           |       |